# خافيير سوريا
خافيير سوريا (بالإسبانية: Javier Soria Yoshinari)‏ هو لاعب كرة قدم ومدرب كرة قدم بيروفي في مركز الوسط، ولد في 15 ديسمبر 1974 في ليما في بيرو. لعب مع سيينسيانو ونادي سبورتينغ كريستال.